# Orel Grinfeld

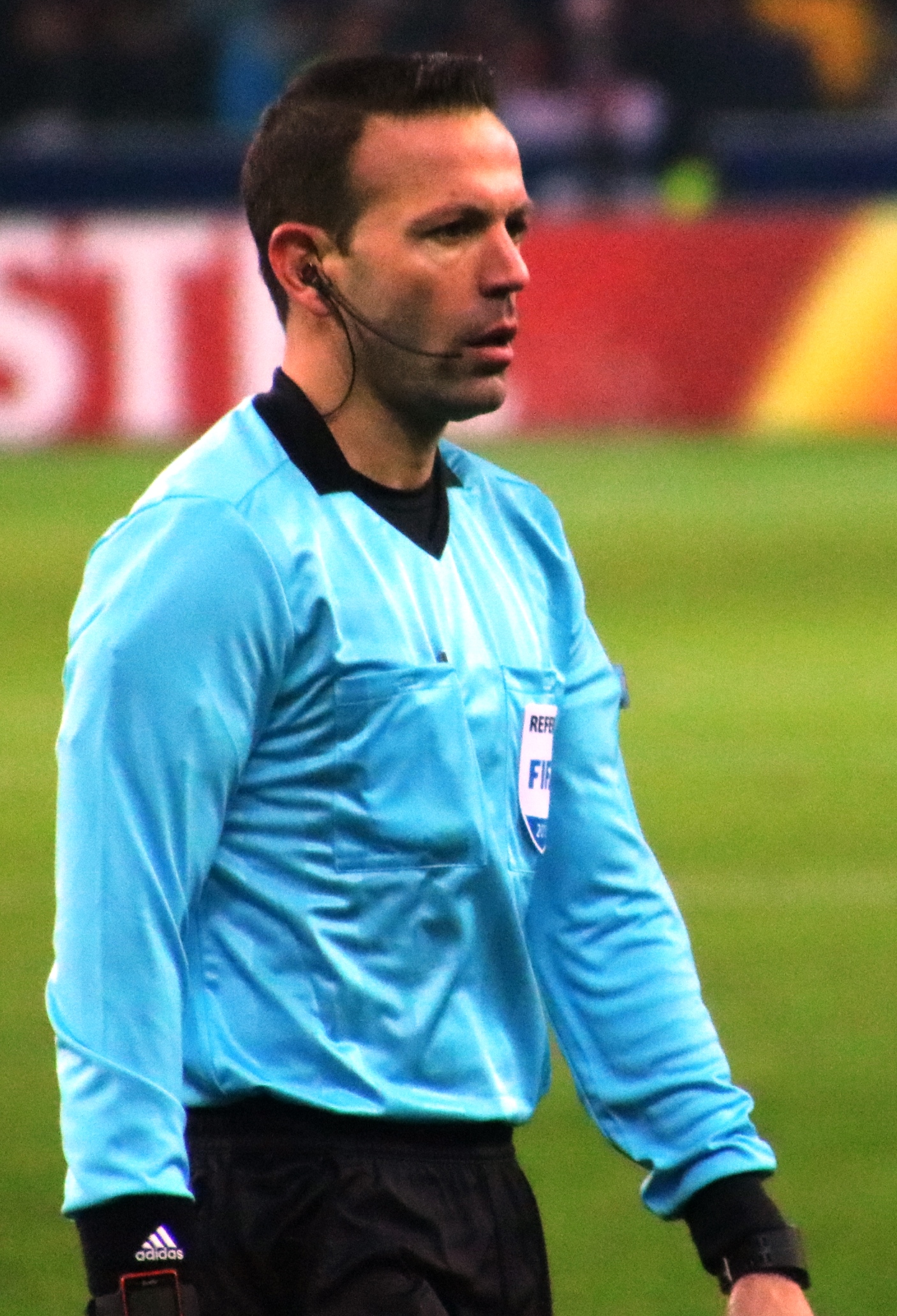
Orel Grinfeld, 2018

Orel Grinfeld (hebräisch אוראל גרינפלד'; * 21. August 1981 in Kirjat Jam) ist ein israelischer Fußballschiedsrichter. Seit 2012 steht er auf der FIFA-Liste.

## Leben
Nach seinem Militärdienst war Grinfeld zunächst für die Yasam tätig, eine Spezialeinheit der israelischen Bereitschaftspolizei, verließ diese aber später, um sich auf seine Karriere als Schiedsrichter zu konzentrieren.
Zusätzlich studierte er Sozial- und Geisteswissenschaften mit einer Spezialisierung in Kriminologie. Er lebt in Kfar Jona.

## Karriere als Schiedsrichter
Grinfeld begann seine Schiedsrichterlaufbahn 1997 und gehört seit 2004 zum nationalen Schiedsrichterkader des Israelischen Fußballverbandes. 2009 leitete er sein erstes Spiel in der Ligat ha’Al, der höchsten israelischen Fußballliga. Seitdem kam er in über 160 Erstligaspielen, einschließlich Auf- und Abstiegsrunden zum Einsatz (Stand: 29. April 2021). 2015 leitete er das Endspiel des Israelischen Supercups, 2020 wurde er mit der Leitung des Finales um den Israelischen Fußballpokal betraut.
Im Jahr 2012 wurde er für die FIFA-Liste berufen, was ihn zur Leitung internationaler Begegnungen berechtigt. Sein internationales Debüt gab er im März 2012 bei einer Qualifikationspartie für die U-17-Fußball-Europameisterschaft zwischen den Nationalmannschaften Schwedens und der Schweiz. Im Juli des gleichen Jahres folgte sein Debüt in einem internationalen Herrenwettbewerb, als er die Partie der 1. Qualifikationsrunde der UEFA Europa League 2012/13 zwischen dem FC Šiauliai und dem FC Levadia Tallinn leitete. In den folgenden Jahren kam regelmäßig in den Qualifikations- und Gruppenphasen der europäischen Vereinswettbewerbe zum Einsatz und wurde mit Spielleitungen in WM- und EM-Qualifikation betraut. Außerdem war er einer der neun Schiedsrichter bei der U-21-Fußball-Europameisterschaft 2019, wo er unter anderem ein Halbfinale leitete.
Einen bisherigen Höhepunkt seiner Schiedsrichterkarriere stellt das Jahr 2021 dar. Durch seinen Einsatz im UEFA-Champions-League-Achtelfinale zwischen Bayern München und Lazio Rom wurde er der erste Israeli, der eine Partie der K.O.-Phase dieses Wettbewerbs leitete. Für die ebenfalls 2021 stattfindende Fußball-Europameisterschaft 2021 wurde er (zusammen mit seinen Assistenten Roy Hassan und Idan Yarkoni) von der UEFA als einer von 19 Hauptschiedsrichtern nominiert. Er kam in einem Vorrundenspiel zum Einsatz und ist damit der erste Israeli mit einer Spielleitung bei einer Europameisterschaftsendrunde. Zudem wurde er bei zwei Spielen des olympischen Fußballturniers 2021 eingesetzt.

## Besondere Einsätze
- Finale Israelischer Supercup 2015/16
- Finale Israelischer Pokal 2019/20
- U-19-Fußball-Europameisterschaft 2013 in Litauen
- U-21-Fußball-Europameisterschaft 2019 in Italien und San Marino
- Fußball-Europameisterschaft 2021 in 11 Städten Europas und Asiens

| Phase        | Datum         | Spielort  | Heimmannschaft | Gastmannschaft | Ergebnis  |
| ------------ | ------------- | --------- | -------------- | -------------- | --------- |
| Gruppenphase | 17. Juni 2021 | Amsterdam | Niederlande    | Österreich     | 2:0 (1:0) |

- Olympisches Fußballturnier 2021 in Tokio

| Phase         | Datum         | Spielort | Heimmannschaft | Gastmannschaft | Ergebnis  |
| ------------- | ------------- | -------- | -------------- | -------------- | --------- |
| Gruppenphase  | 25. Juli 2021 | Kashima  | Neuseeland     | Honduras       | 2:3 (1:1) |
| Viertelfinale | 31. Juli 2021 | Yokohama | Südkorea       | Mexiko         | 3:6 (1:3) |